# Hermann Gusmus

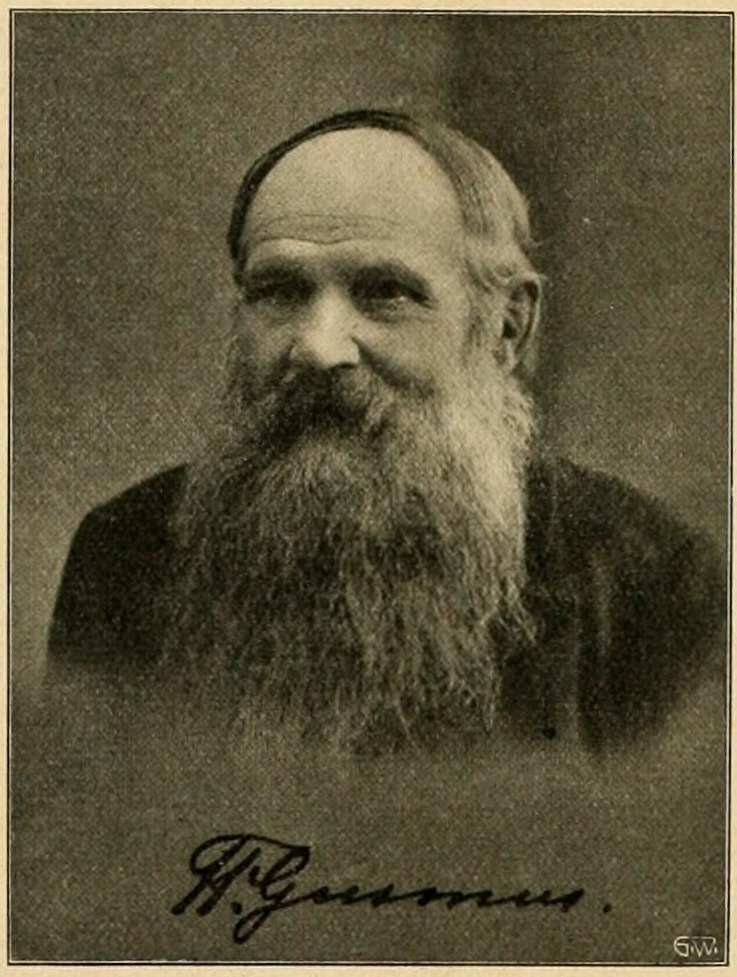
Hermann Gusmus in Die Gartenwelt, 15. Jahrgang, 1911

Hermann Gusmus (* 9. Mai 1843 in Lamspringe; † nach 1916) war ein deutsch-österreichischer Gärtner, Botaniker und Pflanzenhändler. Bekannt war er unter Botanikern und Staudenzüchtern seiner Zeit vor allem durch sein Wissen im Bereich der Alpenpflanzen.

## Biografie
Hermann Gusmus hat das Gymnasium Josephinum in Hildesheim besucht, welches er am 1. April 1861 verließ. Er widmete sich darauf als Lehrling im Königlichen Berggarten zu Herrenhausen dem Gärtnerberuf. Nach der Lehrzeit wurde Gusmus zum Militärdienst eingezogen, um ältere Mannschaften eines damals in Holstein weilenden Regiments mit abzulösen. Nachdem die Dienstzeit beendet war, kehrte Gusmus nach Hannover zurück und fand dort eine Anstellung als Gehilfe im Königlichen Plantagengarten.
Im Kriegsjahr 1866 wurde er erneut zum Militär eingezogen und nahm an der Schlacht bei Langensalza teil. Wenige Tage später erlitt er eine Unterschenkelverletzung, die anfänglich nur geringfügig schien, jedoch einen schlechten Verlauf nahm. Noch vor dem Ausbruch des Deutsch-Französischen Krieges wurde Gusmus deshalb aus dem Militärdienst entlassen.
Seine nächste Anstellung fand er in der Grossherzoglichen Hofgärtnerei zu Doberan in Mecklenburg. Seine Arbeiten verrichtete er unter anderem in den Gärten der großherzoglichen Villen in Heiligendamm. Am 4. März 1870 heiratete Hermann Gusmus in der Jakobikirche in Rostock die Lehrerstochter Friederika Blendin. Nachdem ihn Fürst Windisch-Graetz mit der Leitung seiner Gärtnerei bei Schloss Haasberg in Alben in Krain beauftragt hatte, zog Gusmus am 1. Oktober 1871 mit seiner Frau dorthin, doch er war mit seiner neuen Anstellung unzufrieden, sodass er seine botanischen Studien wieder aufnahm.
Gusmus gab die Leitung des fürstlichen Gartens auf, um sich eine Pflanzenproduktion mit eigenen Kulturen in Deutschland und Österreich anzulegen. Die Nachfrage nach seltenen und begehrenswerten Pflanzenraritäten bewogen ihn in der Folge dazu, immer entlegenere Gebiete aufzusuchen, sodass er schließlich auch Exkursionen nach Griechenland und die Türkei unternahm. Die Reisen waren zeit- und geldaufwändig und überaus strapaziös.
Gusmus belieferte einige der bekanntesten Forscher und Fachleute seiner Zeit und galt selbst als Experte im Bereich der Botanik. Er betrieb erst in Laibach, Villach und Klagenfurt eine der bedeutendsten Sammlungen von Alpenpflanzen seiner Zeit. 
50 Jahre, nachdem Gusmus das Gymnasium in Hildesheim abgeschlossen hatte, würdigte der Gartenschriftsteller Max Hesdörffer 1911 Gusmus’ Lebenswerk mit einem ausführlichen Artikel und Porträtfoto in der Gartenwelt. Der Kärntner Amts- und Adress-Kalender 1916 führt Hermann Gusmus zuletzt noch als Hauseigentümer an der Adresse Villacher Straße 66 in Klagenfurt auf. Danach verliert sich seine Spur.

## Schriften
Die Alpenflora, Katalog der in der centralen Alpenkette gefundenen Alpinen sammt Beschreibung und Culturangabe, sowie beigedruckten Verkaufspreisen. Villach 1881.